# Aoi Teshima
Aoi Teshima  (手 嶌 葵?). (Hakata, 21 giugno 1987) è una cantante e doppiatrice giapponese.
Ha debuttato come doppiatrice nel ruolo della protagonista nel film d'animazione dello Studio Ghibli "I racconti di Terramare" , realizzato da Gorō Miyazaki figlio dell'animatore Hayao Miyazaki. Allo stesso tempo, ha debuttato nel mondo della musica lavorando con la casa discografica Yamaha Music, Il suo singolo d'esordio, Therru no Uta, ha venduto oltre 220 000 copie.

## Biografia
Nata nel 1987, fin da piccola ama guardare musical e i film animati della Disney e dello Studio Ghibli. Nel 2003 e nel 2004 partecipa al TEENS' MUSIC FESTIVAL a Fukuoka e nel marzo 2005 canta al Nikkan Slow Music no Sekai concert in Corea.
Toshio Suzuki, produttore di molti film Ghibli, la nota ascoltandola in un suo CD demo datogli da un collaboratore della Yamaha Music. Il CD contiene Moon River, La Vie en rose e The Rose di Bette Midler, e Toshio Suzuki ne è così colpito che le chiede di cantare per il film d'animazione I racconti di Terramare diretto da Gorō Miyazaki, che lo Studio Ghibli stava producendo. Per quel film Aoi Teshima doppia anche la protagonista femminile Terru e canta Therru no Uta, brano ispirato ad una poesia giapponese intitolata 'Kokoro' (letteralmente "Cuore", ma inteso anche come spirito e anima) del poeta giapponese Hagiwara Sakutaro, mentre Gorō Miyazaki stesso compose la melodia.
Aoi Teshima collabora nuovamente con Gorō Miyazaki nel suo secondo film d'animazione La collina dei papaveri (コクリコ坂から?, Kokuriko-zaka kara), cantando Yoake~Asagohan no uta (夜明け～朝ごはんの歌?), Hatsukoi no goro (初恋の頃?) e Sayonara no natsu~Kokurikozaka kara~ (さよならの夏～コクリコ坂から～?) oltre che doppiare il personaggio di Yuko .
Inaspettato quanto rapido è stato il successo internazionale del brano Mori no chiisana resutoran (森の小さなレストラン?) (Victor, 2023), scritto da Kaito Okachimachi, reiteratamente usato nei social media come musica di sottofondo e tormentone per i tutorial di preparazione di ricette giapponesi.